# استرالیا در مسابقه آواز یوروویژن
استرالیا تاکنون پنج بار در مسابقه آواز یوروویژن شرکت کرده‌است. اولین بار آن در مسابقه آواز یوروویژن ۲۰۱۵ در وین بود. بهترین نتیجه استرالیا تاکنون دوم شدن در مسابقه آواز یوروویژن ۲۰۱۶ با ترانه‌ای از دامی ایم است.

## خلاصه
راهنما
| سال                       | هنرمند          | زبان         | عنوان                        | فینال | امتیاز | نیمه‌نهایی                  | امتیاز                     |
| ------------------------- | --------------- | ------------ | ---------------------------- | ----- | ------ | -------------------------- | -------------------------- |
| مسابقه آواز یوروویژن ۲۰۱۵ | گای سباستین     | زبان انگلیسی | "Tonight Again"              | 5     | ۱۹۶    | به طور خودکار به فینال رفت | به طور خودکار به فینال رفت |
| مسابقه آواز یوروویژن ۲۰۱۶ | دامی ایم        | انگلیسی      | "صدای سکوت (ترانه دامی ایم)" | 2     | ۵۱۱    | 1                          | ۳۳۰                        |
| مسابقه آواز یوروویژن ۲۰۱۷ | آیزیا فیربریس   | انگلیسی      | "آسون به دست نمیاد"          | 9     | ۱۷۳    | 6                          | ۱۶۰                        |
| مسابقه آواز یوروویژن ۲۰۱۸ | جسیکا مائبوی    | انگلیسی      | "We Got Love"                | 20    | ۹۹     | 4                          | ۲۱۲                        |
| مسابقه آواز یوروویژن ۲۰۱۹ | کیت میلر-هایدکه | انگلیسی      | "Zero Gravity"               | 9     | ۲۸۵    | 1                          | ۲۶۱                        |
| مسابقه آواز یوروویژن ۲۰۲۰ |                 |              |                              |       |        |                            |                            |